# Тесленко, Александр (боксёр)
Александр Тесленко (англ. Oleksandr Teslenko; 16 июля 1992, Черновцы, Украина) — украинский боксёр-профессионал, выступающий в тяжёлой весовой категории. Серебряный призёр чемпионата Украины (2012), победитель и призёр международных и национальных турниров в любителях.
Среди профессионалов бывший чемпион Северной Америки по версии NABA (2019) в тяжёлом весе.
Лучшая позиция по рейтингу BoxRec — 35-я (февраль 2019) и являлся 2-м среди канадских боксёров (после Саймона Кина) в тяжёлой весовой категории, а по рейтингам основных международных боксёрских организаций на сентябрь 2019 года занял: 12-ю строчку рейтинга WBA и 36-ю строку рейтинга WBC, — уверенно входя в ТОП-40 лучших тяжеловесов всего мира.

## Биография
Александр Тесленко родился 16 июля 1992 года в городе Черновцы, Украина.

## Любительская карьера
В любителях Александр Тесленко провёл 247 боёв.
В октябре 2012 года завоевал серебро на чемпионате Украины по боксу в тяжёлом весе (до 91 кг), в борьбе за золото проиграв чемпиону Европы 2006 года Денису Пояцика.

## Профессиональная карьера
11 сентября 2015 года провёл дебют на профессиональном ринге.
22 июля 2017 года Александр Тесленко одержал десятую победу подряд на профессиональном ринге, в Лос-Анджелесе техническим нокаутом в 3-м раунде победив американского боксера Хуана Гуда (8-5), который за свою карьеру ни разу не был в нокауте или даже нокдауне.
14 сентября 2019 года в городе Брамптон (Канада) Тесленко проиграл техническим нокаутом в 5-м раунде опытному американцу Шонделлу Тереллу Уинтерсу (11-2), потеряв титул чемпиона Северной Америки по версии NABA (1-я защита Тесленко) в тяжёлом весе.
12 июня 2021 года в Киеве (Украина) досрочно победил нокаутом в 3-м раунде опытного аргентинца Сезара Давида Кренса (23-15).
11 декабря 2021 года в Нью-Йорке (США) досрочно техническим нокаутом во 2-м раунде проиграл небитому американцу Джареду Андерсону (10-0).

## Статистика профессиональных боёв
В таблице перечислены результаты всех поединков боксёров.
В каждой строке указан результат поединка. Дополнительно номер поединка обозначен цветом, который обозначает итог поединка. Расшифровка обозначений и цветов представлена в нижеследующей таблице.
| Пример | Расшифровка                     |
| ------ | ------------------------------- |
|        | Победа                          |
|        | Ничья                           |
|        | Поражение                       |
|        | Планируемый поединок            |
|        | Поединок признан несостоявшимся |
| КО     | Нокаут                          |
| ТКО    | Технический нокаут              |
| PTS    | Решение судей (по очкам)        |
| UD     | Единогласное решение судей      |
| MD     | Решение большинства судей       |
| SD     | Раздельное решение судей        |
| RTD    | Отказ от продолжения боя        |
| DQ     | Дисквалификация                 |
| NC     | Поединок признан несостоявшимся |

| 19 поединков, 17 побед (13 нокаутом), 2 поражения. | 19 поединков, 17 побед (13 нокаутом), 2 поражения. | 19 поединков, 17 побед (13 нокаутом), 2 поражения. | 19 поединков, 17 побед (13 нокаутом), 2 поражения. | 19 поединков, 17 побед (13 нокаутом), 2 поражения. | 19 поединков, 17 побед (13 нокаутом), 2 поражения. | 19 поединков, 17 побед (13 нокаутом), 2 поражения.                                                      | 19 поединков, 17 побед (13 нокаутом), 2 поражения. |
| Бой                                                | Рекорд                                             | Дата боя                                           | Соперник                                           | Место проведения боя                               | Раундов, время                                     | Дополнительно                                                                                           |                                                    |
| -------------------------------------------------- | -------------------------------------------------- | -------------------------------------------------- | -------------------------------------------------- | -------------------------------------------------- | -------------------------------------------------- | --- | -------------------------------------------------- |
| 19                                                 | 17-2                                               | 11 декабря 2021                                    | Джаред Андерсон (10-0)                             | Мэдисон-сквер-гарден, Манхэттен, Нью-Йорк, США     | TKO 2 (8), 1:32                                    | |                                                    |
| 18                                                 | 17-1                                               | 12 июня 2021                                       | Сезар Давид Кренс (23-15)                          | AKKO International, Киев, Украина                  | KO 3 (8), 1:10                                     | |                                                    |
| 17                                                 | 16-1                                               | 14 сентября 2019                                   | Шонделл Терелл Уинтерс (11-2)                      | Брамптон, Онтарио, Канада                          | TKO 5 (10), 2:39                                   | Потерял титул чемпиона Северной Америки по версии NABA (1-я защита Тесленко) в тяжёлом весе.            |                                                    |
| 16                                                 | 16-0                                               | 29 марта 2019                                      | Фабио Мальдонадо (26-1)                            | Торонто, Онтарио, Канада                           | UD 10 (10)                                         | Счёт: 98-92 (трижды). Завоевал вакантный титул чемпиона Северной Америки по версии NABA в тяжёлом весе. |                                                    |
| 15                                                 | 15-0                                               | 1 декабря 2018                                     | Эдсон Сезар Антонио (40-7-1)                       | Квебек-Сити, Квебек, Канада                        | TKO 3 (6), 2:55                                    | |                                                    |
| 14                                                 | 14-0                                               | 18 августа 2018                                    | Эйвери Гибсон (9-6-4)                              | Атлантик-Сити, Нью-Джерси, США                     | UD 6 (6)                                           | Счёт: 58-55, 59-54, 60-53.                                                                              |                                                    |
| 13                                                 | 13-0                                               | 19 мая 2018                                        | Терренс Марбра (9-5)                               | Малвейн, Канзас, США                               | TKO 2 (8), 1:47                                    | |                                                    |
| 12                                                 | 12-0                                               | 7 февраля 2018                                     | Кинан Хикмон (6-2-1)                               | Нью-Йорк, штат Нью-Йорк, США                       | TKO 2 (8), 1:09                                    | |                                                    |
| 11                                                 | 11-0                                               | 14 октября 2017                                    | Ник Гуивас (14-8-2)                                | Корнуолл, Онтарио, Канада                          | KO 2 (8), 2:05                                     | |                                                    |
| 10                                                 | 10-0                                               | 22 июля 2017                                       | Хуан Гуд (8-5)                                     | Лос-Анджелес, Калифорния, США                      | TKO 3 (6), 2:01                                    | |                                                    |
| 9                                                  | 9-0                                                | 24 февраля 2017                                    | Бернардо Маркес (7-2-1)                            | Стьюдио-Сити, Калифорния, США                      | UD 8 (8)                                           | Счёт: 79—73, 80—72 (дважды).                                                                            |                                                    |
| 8                                                  | 8-0                                                | 28 октября 2016                                    | Висенте Сандиз (15-6)                              | Виннипег, Манитоба, Канада                         | KO 2 (10), 1:28                                    | |                                                    |
| 7                                                  | 7-0                                                | 9 сентября 2016                                    | Абрахам Паскуаль (6-1)                             | Торонто, Онтарио, Канада                           | RTD 2 (8), 3:00                                    | |                                                    |
| 6                                                  | 6-0                                                | 6 августа 2016                                     | Хавьер Дарио Лардапиде (8-2-1)                     | Бедфорд, Канада                                    | TKO 1 (8), 2:55                                    | |                                                    |
| 5                                                  | 5-0                                                | 17 июня 2016                                       | Тамаш Байзат (12-17-1)                             | Монреаль, Квебек, Канада                           | TKO 2 (6)                                          | |                                                    |
| 4                                                  | 4-0                                                | 14 мая 2016                                        | Золтан Ксала (9-6)                                 | Фредериктон, Нью-Брансуик, Канада                  | TKO 2 (6), 1:46                                    | |                                                    |
| 3                                                  | 3-0                                                | 22 апреля 2016                                     | Давид Торрес Гарсия (10-4)                         | Торонто, Онтарио, Канада                           | TKO 2 (4)                                          | |                                                    |
| 2                                                  | 2-0                                                | 28 ноября 2015                                     | Тревис Фултон (22-39-1)                            | Дартмут, Канада                                    | DQ 2 (4)                                           | |                                                    |
| 1                                                  | 1-0                                                | 11 сентября 2015                                   | Шандор Балог (6-2)                                 | Торонто, Онтарио, Канада                           | TKO 2 (4), 1:38                                    | Профессиональный дебют.                                                                                 |                                                    |